# 面向Java对象查询
Java物件導向查詢（英語：Java Object Oriented Querying，縮寫：JOOQ），是一个轻量级的JAVA数据库映射类库。它实现了Active Record，同时面向“关系”和“对象”提供领域特定语言以构造查询语句。

## 编程范式
jOOQ主张，在任何数据库集成中，都应首先考虑发挥SQL的作用。这样一来，就不必再引入新的查询语言，而只是通过jOOQ对象以及依照数据库架构自动生成的代码来创建普通的SQL。jOOQ通过JDBC来完成底层的SQL查询。
与诸如Hibernate等通常ORM类库不同的是，jOOQ并不提供过多的功能，复杂性也不高，它只是提供了JDBC之上更便捷的抽象层封装而已。

## 代码范例
嵌套查询一个起了别名的表
```
  
-- 选取已售罄书籍的作者

  
SELECT
 
*
 
FROM
 
AUTHOR
 
a

        
WHERE
 
EXISTS
 
(
SELECT
 
1

                   
FROM
 
BOOK

                  
WHERE
 
BOOK
.
STATUS
 
=
 
'SOLD OUT'

                    
AND
 
BOOK
.
AUTHOR_ID
 
=
 
a
.
ID
);

```

等价的jOOQ
```
  
// 在Select语句中使用别名

  
create
.
selectFrom
(
AUTHOR
.
as
(
"a"
))

        
.
where
(
exists
(
selectOne
()

                     
.
from
(
BOOK
)

                     
.
where
(
BOOK
.
STATUS
.
equal
(
BOOK_STATUS
.
SOLD_OUT
))

                     
.
and
(
BOOK
.
AUTHOR_ID
.
equal
(
a
.
ID
))));

```

## 详见
- Hibernate
- MyBatis
- Ebean
- 对象关系映射软件列表
- SQL
- ObjectiveSQL